# Корнилово (Орловская область)
Корнилово — деревня в Мценском районе Орловской области России. Входит в состав Тельченского сельского поселения.

## География
Деревня находится в северной части Орловской области, в лесостепной зоне, в пределах центральной части Среднерусской возвышенности, к востоку от реки Березуйки, на расстоянии примерно 24 километров (по прямой) к северо-западу от города Мценска, административного центра района. Абсолютная высота — 213 метров над уровнем моря.
Климат населённого пункта характеризуется как умеренно континентальный с умеренно морозной зимой и теплым, иногда жарким летом. Средняя многолетняя температура самого холодного месяца — января, составляет −9,4°С, температура самого теплого +19°С.
Часовой пояс
Деревня Корнилово, как и вся Орловская область, находится в часовой зоне МСК (московское время). Смещение применяемого времени относительно UTC составляет +3:00.

## Население
| 2010 |
| ---- |
| 0    |